# ナグマショット
ナグマショット（NagmaSho't）は、イスラエル国防軍によって1980年代に開発され運用された装甲兵員輸送車である。開発後、歩兵戦闘車あるいは戦闘工兵車としても運用された。ベース車体はイギリス製のセンチュリオン戦車（イスラエルでの呼称はショット戦車）である。

## 開発の背景
1967年6月にイスラエル軍の奇襲攻撃により始まった第三次中東戦争において、イスラエル軍はエジプト、シリア、ヨルダンの各軍に対し極めて優勢に戦いを進め、エジプトからはシナイ半島全域およびガザ地区を、ヨルダンからは東エルサレムを含むヨルダン川西岸地域を、シリアからはゴラン高原を奪取し、占領した。
この戦いで手痛い敗北を喫したアラブ諸国はソ連からの援助を受けながら、イスラエル空軍や機甲部隊に対抗するため、対空兵器や対戦車兵器の配備増強を急速に進めた。対戦車兵器としては、ソ連製のAT-3"サガー"対戦車ミサイルやRPG-7を運用する歩兵部隊や、対戦車ミサイルを装備したBRDM-1やBRDM-2などからなる対戦車装甲車両部隊が編成された。
1973年10月に、エジプト軍、シリア軍の奇襲攻撃によって始まった第四次中東戦争では、緒戦でイスラエル軍は大きな損害を出すこととなった。特にシナイ半島戦域では、エジプト軍の対戦車戦闘チームの運用するAT-3サガーにより、イスラエル軍の多数のM48（マガフ）戦車が撃破される結果となった。
イスラエル軍ではこの戦争の戦訓から、対戦車ミサイルに対する防御の研究を進め、兵器開発部門"ラファエル"により、世界で初めて実用化された爆発反応装甲であるブレイザー ERAが開発された。1982年の第一次レバノン戦争（ガリラヤの平和作戦）時に既存のマガフ戦車や、センチュリオンを改修したショット・カル戦車に装着され、対戦車ミサイルやRPG-7に対し一定の効果を発揮した。また、この戦いではイスラエルによって自国開発された新型戦車"メルカバ"も実戦投入された。
イスラエル軍では前述のように、最前線で戦う戦車については防御力の強化が行われていたが、一方で装甲兵員輸送車（APC）や工兵車両などは、やや後方で使用されるものとして防御力強化が後回しにされていた。当時のイスラエル軍の主力APCは、アメリカ合衆国製のM113"ゼルダ"装甲兵員輸送車であったが、この車両は元々水上浮行能力や空挺輸送を考慮し、車体構造にアルミニウムを使用して軽量化が図られており、この事は、防御力があまり高くないという欠点も併せ持っていた。
レバノン侵攻作戦後、M113APCは本来の兵員輸送任務に加えて、危険地域でのパトロール任務に就くようになったが、こういった任務において、PLOやその他の民兵勢力の使用する携帯式対戦車ミサイルやRPG-7に対し、防御力が脆弱である事が判明した。これに対抗するため、パンチングメタル状の鋼板をM113の前面および側面に装備する中空装甲"トーガ・アーマー"が開発されたが、元々の耐弾能力、積載力から、防御力の強化には限界があった。
イスラエル軍では、M113へのトーガー・アーマー装着と併行して、新型の装甲兵員輸送車の開発に着手した。この車両は、レバノンの危険地域でのパトロール活動での使用を考慮し、これまでの兵員輸送車に比べてより高い防御力を要求されることとなった。また、既に存在する戦場での被害を軽減するため、短期間での開発が必要であった。
イスラエル軍では、主力戦車としてイスラエル北部のゴラン高原地域で多数を運用していたセンチュリオン（ショット・カル）の車体をベースに、砲塔部分を撤去し、替わりに強固な固定式装甲兵員室を設けた新型兵員輸送車を開発し、ナグマショット（NagmaSho't）と命名した。ナグマショットの名称は、ヘブライ語で装甲兵員輸送車を意味する"Noseh Guysot Meshoryan"の頭文字を繋げたアクロニムである"ナグマシュ（Nagmash）"と、イスラエルでのセンチュリオンの呼称である"ショット（Sho't）"を繋げた言葉（造語）である。

## 概要
イスラエル軍がナグマショットを開発した1980年代前半、他国では、例えばアメリカ合衆国のM2ブラッドレー歩兵戦闘車、西ドイツのマルダー歩兵戦闘車、イギリスのウォーリア装甲戦闘車といった似たような車種が開発されていた。イスラエル軍では幾つかの理由により、これらの車種の導入は行わず、ナグマショットの自国開発を進めた。他国の装甲車を導入しなかった理由として挙げられるものは、
- イスラエル軍の中には、これらの車種がレバノン戦域での激しい攻撃に本当に耐えられるか懐疑的な意見があった。
- イスラエル軍が導入したような新型装甲、爆発反応装甲がこの当時は採用されていなかった。
- ブラッドレーやウォーリアに装備されている20mmクラスの機関砲は、イスラエル軍の考えている使用目的からは不要であった。
- 全くの新型の車両の導入には、整備要員の教育、スペアパーツの確保、など時間とコストがかかる。

などであった。
ナグマショットの車体、走行装置はベースとなったセンチュリオンとほとんど同じもので、エンジンもショットカル系と同じコンチネンタル社製AVDS-1790系ディーゼルエンジンである。エンジン出力はM113ゼルダ（275hp）から約3倍近く（750hp）になっており、防御力は飛躍的に向上した。センチュリオンはイスラエル軍で既に15年以上運用されており、整備や修理のノウハウは充分な経験があった。又、車体中央の装甲兵員室にはブレイザー ERAの装着も可能となっていた。ナグマショットはレバノン南部でのパトロール活動において高い生存性を示した。
ただ、ナグマショットは装甲兵員輸送車としては一つの弱点を持っていた。車体後部に昇降用のドアが無いことである。この事は、車両からの乗り降りの際に兵士は必ず車体上に身を晒す事を意味し、危険地域に突入して活動する装甲兵員輸送車としては大きな問題点であった。しかしながら、ベースとなったショットカルの車体後部には巨大なAVDS-1790ディーゼルエンジンをはじめ、変速機や燃料タンクなどが納まっており、これを大改造して後部にドアを設ける事は容易な事ではなかった。乗り降りに対する危険性から、ナグマショットに搭乗する兵士の中には、最初から装甲兵員室の中に入らず、兵員室の後部や側面に跨乗し、兵員室を盾として使用する者も居た。
また、大柄なセンチュリオンの車体に装甲兵員室を搭載したナグマショットは、装甲兵員輸送車としてはやや重過ぎるというきらいもあった。

## 戦闘工兵車としての運用
ナグマショットはまた、戦闘工兵部隊でもM113ゼルダの代替として使用された。M113に比べ防御力、火力が優れるだけでなく、より大きいスペースとエンジン出力により、工兵作業に必要な機材を搭載したり、多くの人員を搭載できたためである。従来は機甲部隊から戦車を借りて行っていた地雷処理作業も、ナグマショットに地雷処理ローラーを取り付けて、自前で行う事が可能になった。こういった経緯により、ナグマショットは戦闘工兵部隊では非常に重宝され、広く使用されるようになったが、もともと装甲兵員輸送車として開発されていたため、工兵部隊にとっては使いづらい部分もあった。ナグマショットの長所・短所を理解した工兵部隊からは、センチュリオン（ショット）の車体をベースとした専用開発の新型戦闘工兵車の開発への期待が高まっていき、後述のプーマ戦闘工兵車の開発へと繋がっていった。

## その後の経緯
前項のような状況を踏まえ、イスラエル軍ではその後の戦車の車体ベースの装甲戦闘車両の開発について、次のような4つの方針を採用する事となった。
- ナグマショットは防御力に優れており、積載量に余裕があるので、更なる防御力強化、火力強化を施しながら、引き続きレバノン南部やガザ地区でのパトロール任務、暴徒鎮圧活動、他の車両の護衛活動用途に使用する。しかし、後部ドアが無いので、装甲兵員輸送車としての積極的運用、大規模配備はしない。こういった運用方法の転換もあって、"ナグマショット"の呼称はその後、"ナグマホン（Nagmachon）"に変わっていった。

- ゴラン高原やレバノン南部地域で活動する機甲部隊で使用する装甲兵員輸送車としては、アチザリット装甲兵員輸送車を主に使用する。アチザリットはエジプトやシリアから鹵獲したソ連製T-54/T-55戦車（イスラエルでの呼称はチラン）をベースに、ナグマショットよりも後に開発された装甲兵員輸送車で、車体はナグマショットよりはやや小型であるが、車体上部の完全新設計により兵員室スペースは広くなっており、更にエンジンの小型化により車体後部昇降ドアを有し、安全に乗降する事が可能となっていた。

- ナグマショットの生産数を減らす事により余剰化するショットカル戦車は、工兵部隊向けに新規開発したプーマ戦闘工兵車のベース車体として主に使用する。装甲兵員輸送車としてはやや使い勝手に問題があったショットカルの車体は、戦闘工兵車の車体としてはその大きさ、信頼性などから極めて有用であると評価されていたためである。

- 将来的には、メルカバ戦車をベースとした新設計の装甲兵員輸送車を開発し運用する。これは後に、何度かの試作を経てナメル装甲兵員輸送車として実現した。